# Texas School Book Depository

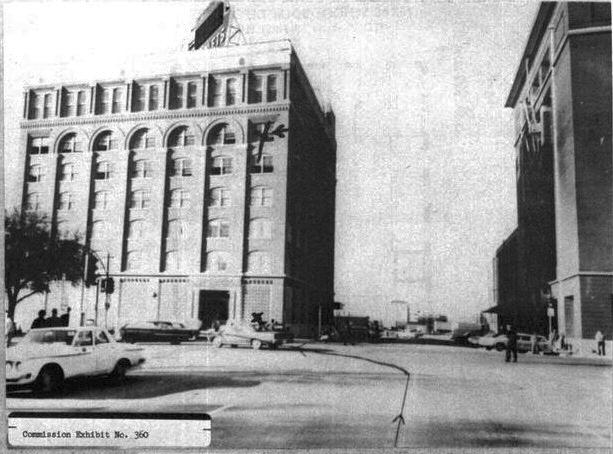
Texas School Book Depository em 1963, visto da Houston Street

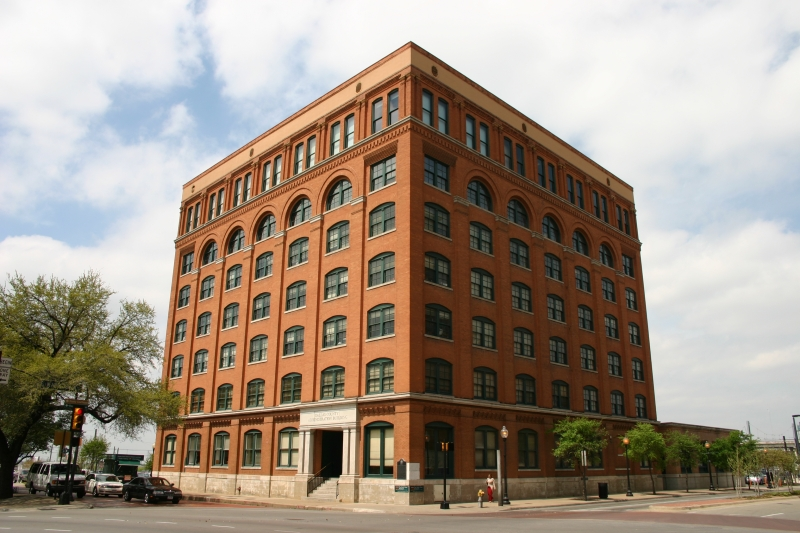
Texas School Book Depository em 2005

O Texas School Book Depository (nome por vezes abreviado para TSBD) é o antigo nome de um edifício de seis pisos na Praça Dealey, na cidade de Dallas. A morada é 411, Elm Street, na esquina da Elm Street e da Houston Street.
Construído em 1901, era usado em 1963 como depósito de livros escolares por uma sociedade privada do mesmo nome.
Em 22 de novembro de 1963, o presidente John Fitzgerald Kennedy foi assassinado quando a sua comitiva passava em frente ao imóvel. A arma que, de acordo com as investigações foi utilizada no assassinato, foi encontrada no seu interior.
Kennedy foi mortalmente ferido por um disparo enquanto circulava no automóvel presidencial na Praça Dealey. Foi o quarto presidente dos Estados Unidos a ser assassinado, e o oitavo que morreu no exercício do cargo.